# 울프하운드 (2006년 영화)
울프하운드(Volkodav Iz Roda Serykh Psov, The Wolfhound)는 러시아 연방에서 제작된 니콜라이 레베데프 감독의 2006년 판타지 영화이다. 오크사나 아킨쉬나 등이 주연으로 출연하였다.

## 출연

### 주연
- 오크사나 아킨쉬나

### 조연
- 이고르 페트렌코
- 아르티옴 세마킨
- 나탈리아 바를례이
- 페트르 자이첸코
- 후오자스 부드라이티스